# Орден Орла Замбии
Орден Орла Замбии – высшая государственная награда Республики Замбия.

## История
Орден Орла Замбии был учреждён декретом № 347 от 23 октября 1965 года. 

## Степени
Поскольку Замбия была бывшей британской колонией, то в основу наградной системы страны положена британская наградная система.
Орден Орла Замбии делится на четыре класса:
- Великий Командор – знак ордена на орденской цепи, чрезплечная лента, звезда ордена.
- Великий офицер – знак ордена на шейной ленте.
- Офицер – знак ордена на нагрудной ленте.
- Кавалер – знак ордена на нагрудной ленте.

Награждённый одним из классов ордена имеет право на использование постноминальных литер:
- GCEZ – Великий Командор
- GOEZ – Великий офицер
- OEZ – офицер
- MEZ – кавалер

## Описание
Знак ордена – золотая восьмиконечная звезда, лучи которой формируются разновеликими двугранными лучиками, расположенными пирамидально. В центре звезды круглый медальон чёрной эмали с каймой красной эмали. В центре медальона золотой обернувшийся орёл с распростёртыми крыльями (одна из главных геральдических фигур государственного герба и флага Замбии). На кайме надпись: «ORDER OF THE» - вверху, и «EAGLE OF ZAMBIA» - внизу.
Знак при помощи переходного звена в виде обернувшегося орла с распростёртыми крыльями крепится к орденской цепи или ленте.
Орденская цепь золотая, состоит из одиннадцати звеньев в виде обернувшегося орла с распростёртыми крыльями и одного центрального звена в виде государственного герба Замбии. Звенья между собой соединены двойными цепочками.
Звезда ордена аналогична знаку, но большего размера, и на верхний луч наложен обернувшийся орёл с распростёртыми крыльями.
Лента ордена шёлковая муаровая состоит из равновеликих полос пурпурного (фиолетового) и чёрного цветов.